# Vulstmaskebi
Vulstmaskebi (Hylaeus angustatus) er en bi-art, som først blev beskrevet af Schenck 1861. Vulstmaskebi indgår i slægten maskebier (Hylaeus), og familien korttungebier (Colletidae). Ingen underarter er opført i Catalogue of Life.

## Beskrivelse
Arten er en lille (4,5 - 5,5 mm), cylindrisk, overvejende sort bi. Begge køn har dog gul maskering i ansigtet, hannen mere rigeligt end hunnen. Arten har sit danske navn på grund af en vulst (bule), som den har rundt om brystet.

## Økologi
Vulstmaskebiens habitat er frem for alt skovområder, hvor den gerne findes hvor der er sandforekomster. Den er generalist med hensyn til fødeplanter, men kan lide at flyve til arter i slægterne stenurt og høgeurt, samt arterne stribet torskemund (Linaria repens) og kløvplade (Berteroa incana). Larvereder er ofte sat op i tørre plantestængler.

## Udbredelse
Arten findes i store dele af Central- og Mellemeuropa, herunder Skandinavien og i sydøst på tværs af Tyrkiet og Mellemøsten til Armenien.
I Danmark er vulstmaskebien uhyre sjælden. I 1971 blev der fundet to eksemplarer på Anholt, men da den ikke siden kunne genfindes, blev det antaget, at der havde været tale om strejfere fra Sverige. I juli 2022 blev et enkelt eksemplar fundet i Gribskov i Nordsjælland, hvilket tolkes som om, at forsøg på naturgenopretning i skoven har båret frugt.
Ifølge den finske rødliste er arten stærkt truet i Finland, hvor den kun er observeret få lokaliteter, såsom nær Karleby og på Åland. I Sverige er arten derimod klassificeret som levedygtig, og spredt over hele landet undtagen i bjergområderne og de indre skove i Lapland. Den er også ret almindelig i Norsk Østlandet.